# Enrico Plantageneto, I duca di Lancaster
Enrico Plantageneto, I duca di Lancaster (Grosmont, 1310 circa – Leicester, 23 marzo 1361), membro della nobiltà inglese divenne un fidato generale per Edoardo III d'Inghilterra nelle prime fasi della Guerra dei cent'anni.

## Biografia
Enrico era figlio di Enrico Plantageneto e di Maud Chaworth (2 febbraio 1282-1322). Suo zio paterno era Tommaso Plantageneto, giustiziato in seguito alla propria ribellione al sovrano Edoardo II d'Inghilterra del 1322. Quando questi morì non aveva eredi in vita e così i suoi titoli e possedimenti andarono al fratello Enrico Plantageneto.
Quando tuttavia Edoardo II venne deposto dalla regina Isabella di Francia e dall'amante di lei Ruggero Mortimer, I conte di March le cose per il Plantageneto non sembrarono volgere al meglio, tuttavia un basso profilo lo salvò da problemi ben più grandi e quando salì al trono il giovane Edoardo III d'Inghilterra tornò a godere del favore reale. Nel 1330,però, la cattiva salute e la cecità stavano avendo il meglio su di lui e fu il figlio Enrico a mietere i frutti.
Enrico nacque attorno al 1310 nel castello di Grosmont, nel Monmouthshire, secondo quanto egli stesso ebbe a dire preferì sempre di gran lunga le attività pratiche ed il combattimento agli studi, tanto che imparò a leggere soltanto in età avanzata. Nel 1330 fu chiamato a sedere in Parlamento al posto del padre e venne ordinato cavaliere, l'anno successivo la sua presenza è registrata presso Cheapside come partecipante ad una giostra.
Già nel 1332 Edoardo III decise di riprendere le ostilità con gli scozzesi che il padre aveva abbandonato e che ricominciarono in seguito al suo ripudio del Trattato di Northampton. Il 1333 vide Enrico alla Battaglia di Halidon Hill del 19 luglio che si concluse nettamente a favore degli inglesi. Tre anni di servizio militare gli fruttarono la nomina a Luogotenente del Re in Scozia che gli venne affidata nel 1336 quando sul suo trono sedeva Edward Balliol, di fatto un fantoccio manovrato da Edoardo. Nel 1337 il sovrano lo ricompensò per i suoi servigi con il titolo di Conte di Derby.
In quello stesso anno scoppiò la guerra dei cent'anni con i francesi ed Edoardo fu costretto a stornare la propria attenzione dalla Scozia alla Francia con il risultato che Davide II di Scozia riuscì a rimettere insieme buona parte dei territori perduti gli anni precedenti. Enrico fu inviato oltre La Manica in qualità di diplomatico e militare e nel 1340 lo si trova alla battaglia di Sluis, combattuta il 24 giugno. Più tardi, in quello stesso anno Edoardo gli ordinò di consegnarsi come ostaggio presso i Paesi Bassi come pegno per gli enormi debiti che il sovrano aveva contratto, l'anno dopo fu restituito alla libertà, dopo il pagamento di un congruo riscatto avvenuto di tasca propria, ma la ricompensa reale non si fece attendere, rimandato in patria fu nominato di nuovo Luogotenente per il Re presso i confini e rimase a Roxburgh fino al 1342. L'anno dopo fu richiamato di nuovo oltre mare, Edoardo gli affidò alcune missioni diplomatiche che furono condotte presso il Regno di Castiglia e León e ad Avignone, allora dominata ancora dagli Angioini.
Nel 1345 Edoardo progettò un attacco massiccio contro i francesi che sarebbe dovuto avvenire su più fronti, William de Bohun, I conte di Northampton (1312 circa-1360) avrebbe attaccato dalla Bretagna, il sovrano dalle Fiandre, mentre Enrico venne spedito in Aquitania perché preparasse l'offensiva da sud. Mentre si muoveva, il 21 ottobre, ingaggiò battaglia con i francesi presso un paese della Guascogna e la sua vittoria fu celebrata a lungo ed il pagamento ingente che venne fissato per la liberazione degli ostaggi rese ancora più contento il suo sovrano.
Qualche mese dopo, mentre il re combatteva alla Battaglia di Crécy Enrico assediò e catturò la città di Poitiers e poco dopo tornò nuovamente in patria, era il 1347.
Due anni prima, mentre era ancora in Francia, suo padre Enrico Plantageneto si era spento. Enrico ereditò così il proficuo titolo di Conte di Lancaster diventando uno degli uomini più potenti e ricchi del regno. Tre anni dopo, per onorarlo del ruolo avuto nell'assedio di Calais, risultato vittorioso per gli inglesi, lo investì del titolo dell'Ordine della Giarrettiera che venne fondato proprio in quell'anno. Edoardo però non aveva ancora finito di onorarlo, nel 1351 lo creò Duca di Lancaster, un titolo, quello ducale, relativamente nuovo in Inghilterra e gli diede i diritti del Palatinato per la contea del Lancashire donando così a Enrico, su quelle terre, un dominio indipendente, per talune materie, da quello della corona. Questo era un privilegio del tutto eccezionale, infatti in tutto il paese esistevano soltanto altri due Palatinati, quello di Durham, nelle mani della Chiesa da moltissimi anni e quello di Chester che era di pertinenza regale.
Edoardo aveva accordato diversi onori ad Enrico e forse vi potrebbero essere stati altri fattori, oltre ai meriti, ad aver influito nelle sue decisioni. I due erano infatti secondi cugini, attraverso re Enrico III d'Inghilterra ed erano praticamente coetanei, non va trascurato inoltre che Enrico non avesse eredi maschi, quindi ogni titolo sarebbe tornato alla corona con la sua morte.
Il decennio del 1350 fu speso da Enrico a tessere trattati e a combattere con la Francia. Il 29 agosto di quell'anno era a Winchelsea dove si consumò una battaglia sul mare che si concluse a favore degli inglesi e dove si presume abbia avuto modo di salvare la vita di Edoardo il Principe Nero e di Giovanni, duca di Lancaster. Nel 1351 e nell'anno dopo fu in Prussia per combattere nelle Crociate del Nord, occasione in cui sorse una disputa fra lui ed Ottone duca di Brunswick e che fu pacificata all'ultimo, prima che sfociasse in un duello, dall'intervento di Giovanni II di Francia. Nella seconda decade Enrico tornò a combattere sul fronte francese, nel 1356 guidò diverse spedizioni a razziare la regione della Normandia e nel 1358 partecipò all'assedio di Rennes e nello stesso periodo prese parte a una delle più grandi offensive della prima parte della Guerra dei cent'anni, la campagna di Reims del 1359-1360. La fine di quella campagna lo portò a presenziare alla stesura del Trattato di Brétigny firmato l'8 maggio 1360. I francesi ottennero il rilascio del loro sovrano Giovanni II di Francia, per il quale pagarono una somma enorme, ed anche alla rinuncia inglese della Normandia, Turenna, Bretagna, Fiandre ed altre province. Per contro gli inglesi intascarono il riscatto ed ottennero la sovranità su Guienna, Guascogna, Calais, Limosino ed altre province ancora.

## La famiglia
Nel 1337 Enrico sposò Isabella di Beaumont (1320 circa-1361), che morì con lui, ed insieme ebbero due figlie:
- Matilde di Lancaster, Contessa di Leicester (4 aprile 1339-10 aprile 1362), si sposò con Guglielmo I di Baviera e morì senza eredi
- Bianca di Lancaster, sposò Giovanni Plantageneto, I duca di Lancaster

Nel novembre del 1360 Enrico tornò in patria, l'anno dopo cadde ammalato e morì il 23 marzo nel proprio castello del Leicestershire, forse di Peste nera che allora imperversava per tutta l'Europa.

## Ascendenza
|                                             |                  |                      | Genitori                           |  |  | Nonni |  |  | Bisnonni                 |  |  | Trisnonni              |  |
|                                             |                  |                      |                                    |  |  |       |  |  | Enrico III d'Inghilterra |  |  | Giovanni d'Inghilterra |  |
|                                             |                  |                      |                                    |  |  |       |  |  | Enrico III d'Inghilterra |  |  | Giovanni d'Inghilterra |  |
|                                             |                  | Isabella d'Angoulême |                                    |  |  |       |  |  | Enrico III d'Inghilterra |  |  |                        |  |
| Edmondo Plantageneto, I conte di Lancaster  |                  |                      |                                    |  |  |       |  |  | Enrico III d'Inghilterra |  |  |                        |  |
|                                             |                  | Eleonora di Provenza | Raimondo Berengario IV di Provenza |  |  |       |  |  |                          |  |  |                        |  |
|                                             |                  | Eleonora di Provenza | Raimondo Berengario IV di Provenza |  |  |       |  |  |                          |  |  |                        |  |
|                                             |                  | Eleonora di Provenza | Beatrice di Savoia                 |  |  |       |  |  |                          |  |  |                        |  |
| Enrico Plantageneto, III conte di Lancaster |                  | Eleonora di Provenza |                                    |  |  |       |  |  |                          |  |  |                        |  |
|                                             |                  | Roberto I d'Artois   | Luigi VIII di Francia              |  |  |       |  |  |                          |  |  |                        |  |
|                                             |                  | Roberto I d'Artois   | Luigi VIII di Francia              |  |  |       |  |  |                          |  |  |                        |  |
|                                             |                  | Roberto I d'Artois   | Bianca di Castiglia                |  |  |       |  |  |                          |  |  |                        |  |
| Bianca d'Artois                             |                  | Roberto I d'Artois   |                                    |  |  |       |  |  |                          |  |  |                        |  |
|                                             |                  | Matilda di Brabante  | Enrico II di Brabante              |  |  |       |  |  |                          |  |  |                        |  |
|                                             |                  | Matilda di Brabante  | Enrico II di Brabante              |  |  |       |  |  |                          |  |  |                        |  |
|                                             |                  | Matilda di Brabante  | Maria di Svevia                    |  |  |       |  |  |                          |  |  |                        |  |
| Enrico Plantageneto, I duca di Lancaster    |                  | Matilda di Brabante  |                                    |  |  |       |  |  |                          |  |  |                        |  |
|                                             | Patrick Chaworth | …                    |                                    |  |  |       |  |  |                          |  |  |                        |  |
|                                             | Patrick Chaworth | …                    |                                    |  |  |       |  |  |                          |  |  |                        |  |
|                                             | Patrick Chaworth | …                    |                                    |  |  |       |  |  |                          |  |  |                        |  |
| Patrick Chaworth, Signore di Kidwelly       | Patrick Chaworth |                      |                                    |  |  |       |  |  |                          |  |  |                        |  |
|                                             |                  | Hawise de Londres    | …                                  |  |  |       |  |  |                          |  |  |                        |  |
|                                             |                  | Hawise de Londres    | …                                  |  |  |       |  |  |                          |  |  |                        |  |
|                                             |                  | Hawise de Londres    | …                                  |  |  |       |  |  |                          |  |  |                        |  |
| Maud Chaworth                               |                  | Hawise de Londres    |                                    |  |  |       |  |  |                          |  |  |                        |  |
|                                             |                  | William de Beauchamp | …                                  |  |  |       |  |  |                          |  |  |                        |  |
|                                             |                  | William de Beauchamp | …                                  |  |  |       |  |  |                          |  |  |                        |  |
|                                             |                  | William de Beauchamp | …                                  |  |  |       |  |  |                          |  |  |                        |  |
| Isabella di Beauchamp                       |                  | William de Beauchamp |                                    |  |  |       |  |  |                          |  |  |                        |  |
|                                             |                  | Maud FitzJohn        | …                                  |  |  |       |  |  |                          |  |  |                        |  |
|                                             |                  | Maud FitzJohn        | …                                  |  |  |       |  |  |                          |  |  |                        |  |
|                                             |                  | Maud FitzJohn        | …                                  |  |  |       |  |  |                          |  |  |                        |  |
|                                             |                  | Maud FitzJohn        |                                    |  |  |       |  |  |                          |  |  |                        |  |